# Hindutempel

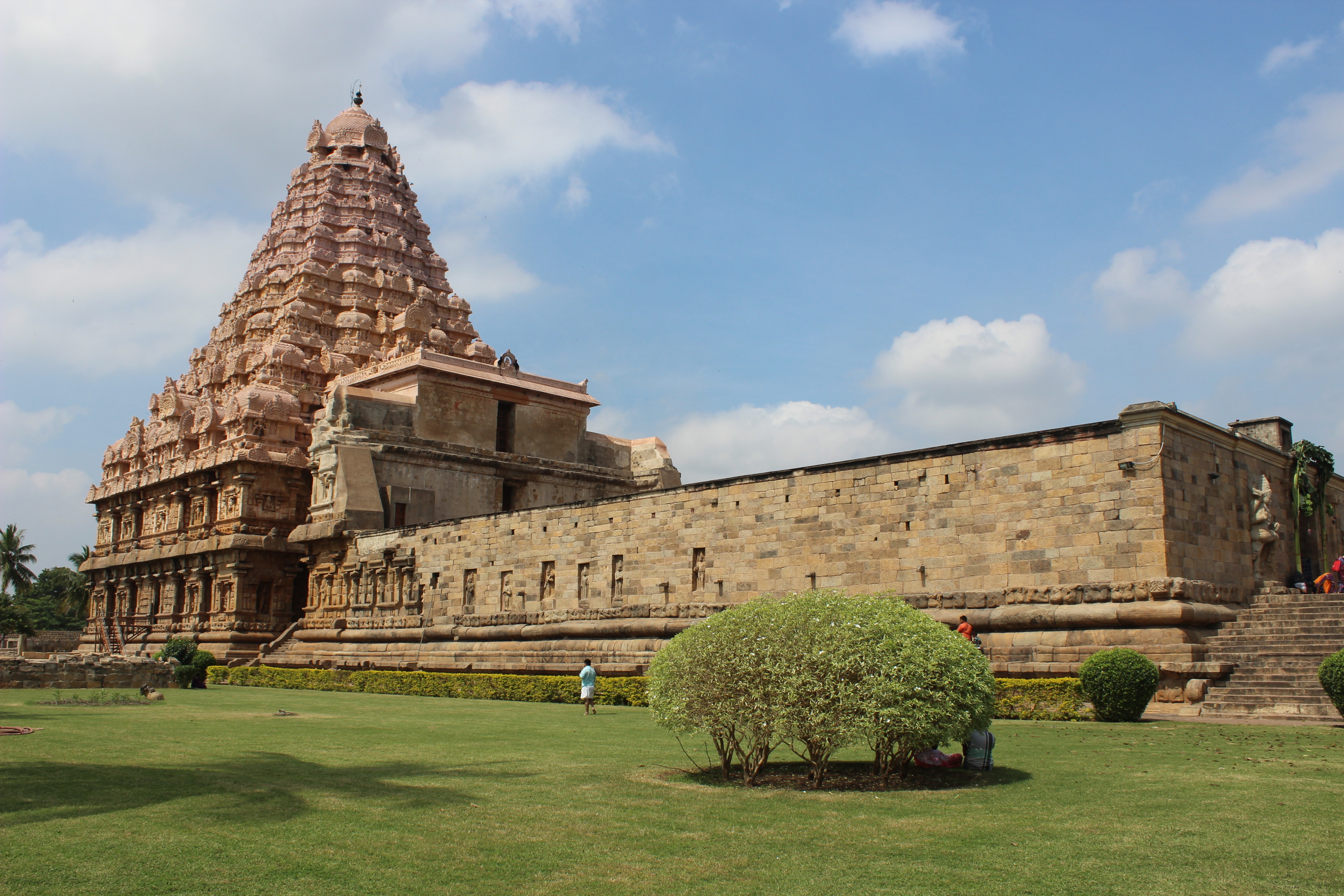
Südindischer Tempel: Brihadisvara-Tempel, Gangaikonda Cholapuram, (um 1030)

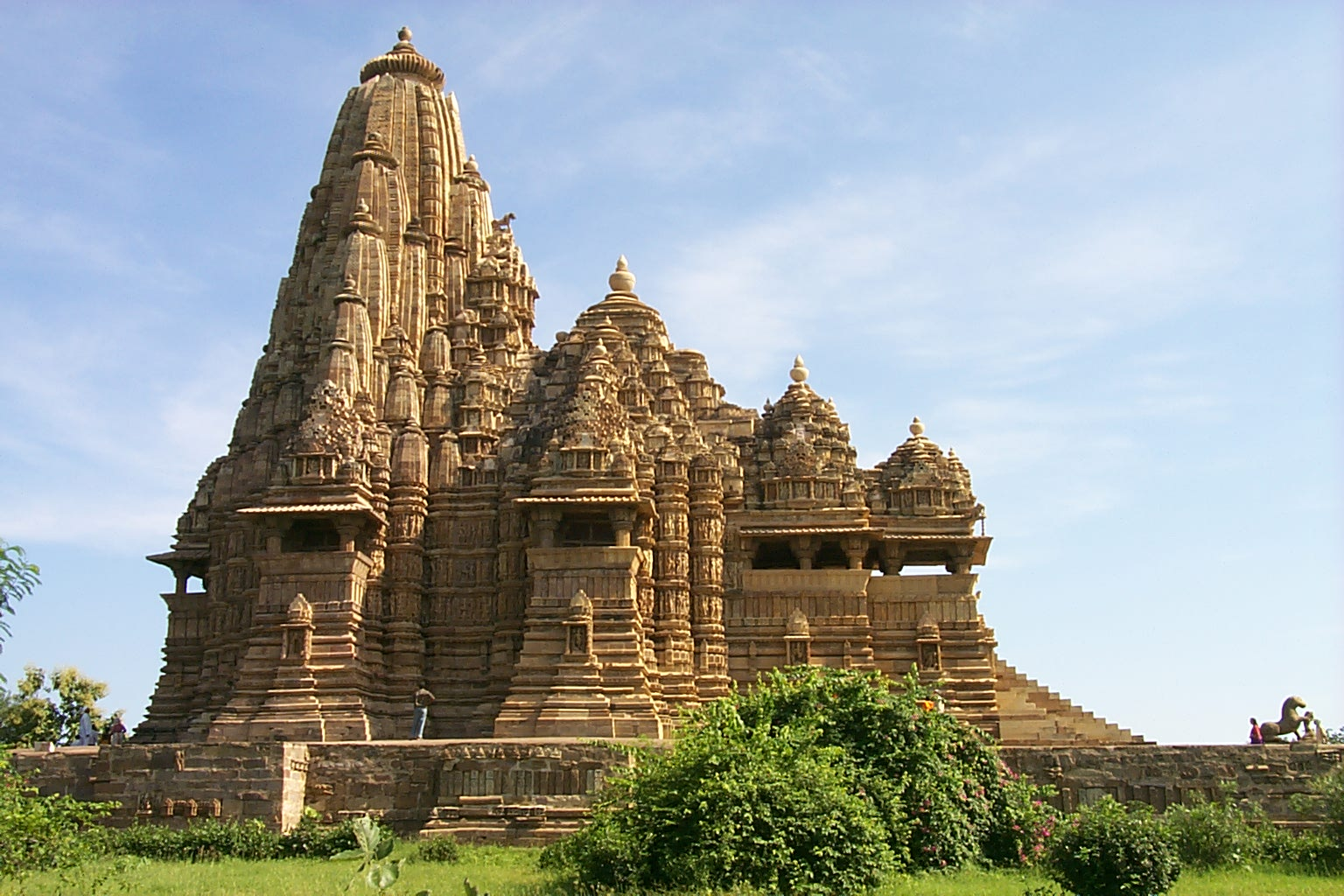
Nordindischer Tempel: Kandariya-Mahadeva-Tempel, Khajuraho (um 1050)

Ein Hindutempel (Sanskrit: मंदिर, mandira = „Haus [einer Gottheit]“, abgeleitet Hindi mandir = „Tempel“; Tamil mit gleicher Bedeutung: கோவில் (kovil) oder கோயில் (koyil oder koil)) ist ein Sakralbau der Anhänger des Hinduismus. Er ist gewöhnlich religiösen und spirituellen Handlungen vorbehalten.
Im Hinduismus repräsentiert der Tempel (mandir) den Kosmos schlechthin. Im Tempel berühren sich die Welt der Götter und die Welt der Menschen. Im Gegensatz zum Abhalten der häuslichen Riten ist der Tempelbesuch jedoch nicht obligatorisch; es gibt fromme Hindus, die nie oder nur selten in einen Tempel gehen.

## Lage
Mittelalterliche Hindu-Tempel oder deren Ruinen stehen verteilt über ganz Indien, wobei aber auch aus einigen Regionen, zumeist handelt es sich um waldreiche Stammesgebiete, keine Steinbauten bekannt sind – ob es hier hölzerne Schreine zu Ehren der zahlreichen hinduistischen Gottheiten gab, oder ob Naturgottheiten (Flüsse, Berge, Bäume, Schlangen etc.) verehrt wurden, ist unbekannt. Oft stehen die Tempel in Städten oder größeren Orten; viele befinden sich jedoch abseits heutiger und ehemaliger Ortschaften, so dass man auf regionale Pilgerzentren oder Wallfahrtsstätten schließen kann (z. B. Tigawa, Nachna, Eran). Anders als die Tempelbauten der Jains, in deren Kultpraxis bis heute Berggipfel eine große Rolle spielen (z. B. Mount Abu, Palitana, Parasnath oder Shravanabelagola), befinden sich die Tempel der Hindus regelmäßig auf dem flachen Land, also im Umfeld und auf Höhe der Menschen.

## Geschichte

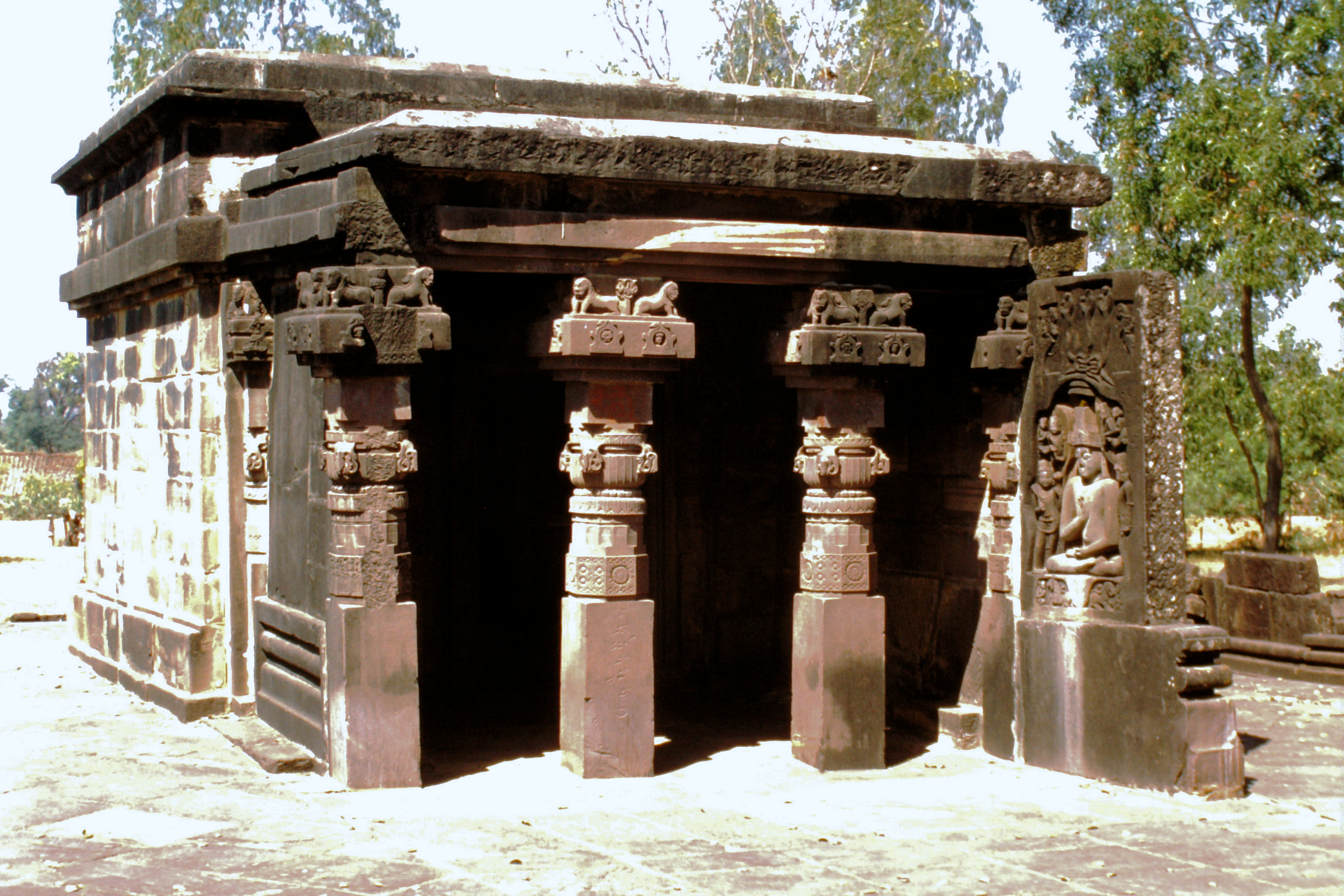
Tigawa – Gupta-Tempel ohne Dachaufbauten (um 420)

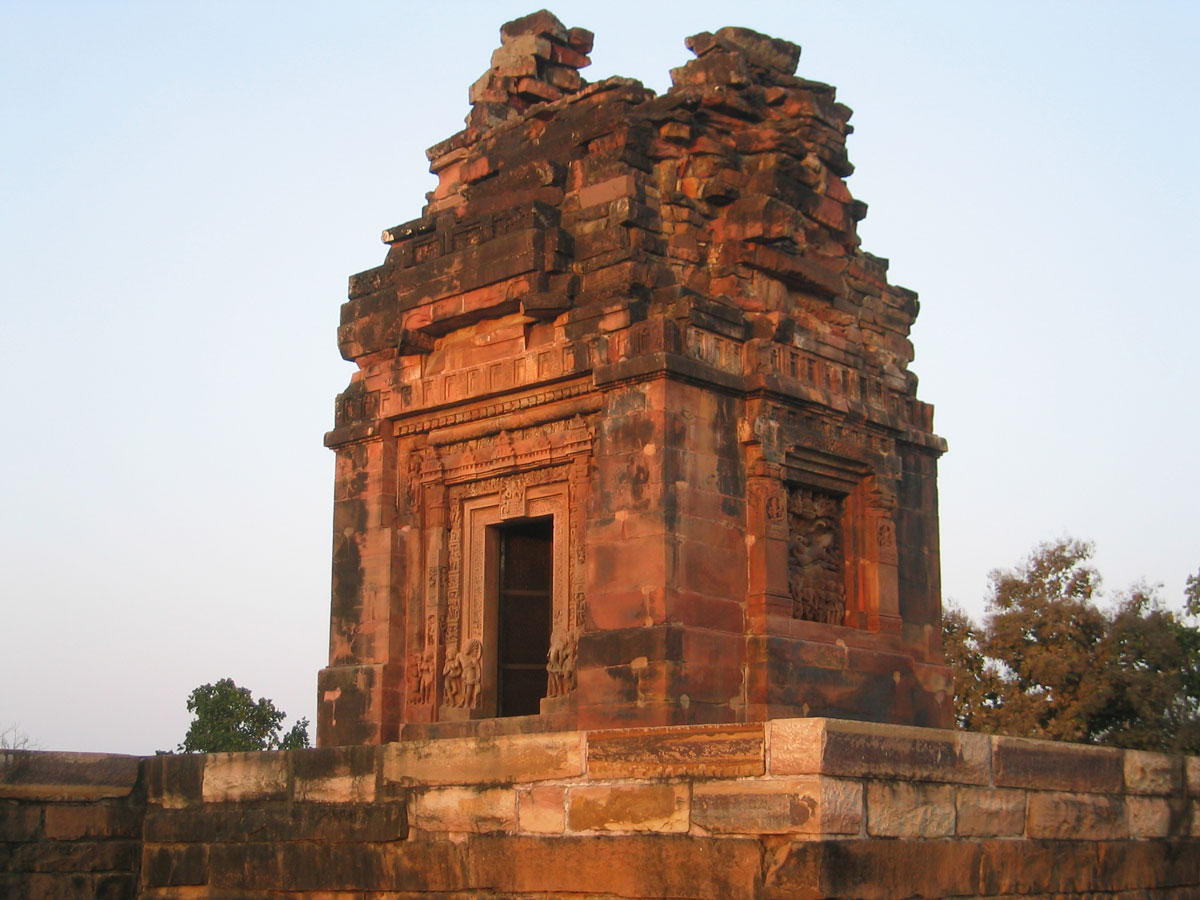
Deogarh – Dashavatara-Tempel; ältester Freibautempel Indiens mit Dachaufbauten (um 550)

Die frühesten bekannten Hindutempel sind Felsentempel und stammen aus dem 4.–8. Jahrhundert (Udayagiri, Ellora, Elephanta, Vijayawada, Mandagapattu etc.) In der Zeit um 400 n. Chr. begann man in einigen Regionen des indischen Subkontinents auch mit dem Bau von freistehenden Steintempeln (z. B. Tigawa, Talagunda, Nachna oder Deogarh), die in den Bauten von Kanchipuram, Khajuraho oder Madurai ihren Höhepunkt fanden. In islamischer Zeit (11. bis 17. Jahrhundert) wurden im Norden Indiens zahlreiche Tempel zerstört (z. B. Martand, Gyaraspur, Eran u. v. a.); Neubauten gab es in dieser Zeit so gut wie nicht, diese entstanden erst allmählich ab dem 18./19. Jahrhundert in der Phase des Niedergangs des Mogulreiches und der allmählichen Machtübernahme durch die Briten.

## Stiftung
Das Stiften von Tempeln gehört zu den religiös verdienstvollen Handlungen. Die größten und schönsten Tempel Indiens und Ostasiens sind herrschaftliche Bauten, aber auch in den Städten haben Kaufleute und Landbesitzer seit jeher Tempel gegründet und Dichter, Tänzer und Sanskritgelehrte begünstigt. Neben den riesigen Tempelkomplexen und Pilgerzentren wie Tirumala Tirupati gibt es Millionen von sehr einfachen Dorftempeln, in denen weniger gebildete Dorf-Brahmanen ihren Dienst verrichten, aber auch einfache Schreine ohne Anwesenheit von Brahmanen finden sich fast überall im Lande – viele von ihnen scheinen an uralte Baumheiligtümer etc. anzuknüpfen.

## Nutzung
In den Tempeln dienen Brahmanen-Priester verschiedenen Ranges. In den großen Heiligtümern überlässt man die technischen Handlungen jedoch meist den Assistenten des Hauptpriesters – oft Personen geringen Ansehens. Bade- und Feuerzeremonien werden von Veda-kundigen Priestern ausgeführt. Andere Priester sind auf die Rezitation spezialisiert, andere (nicht zwangsläufig brahmanische) Helfer sind für die Waschung und Salbung des Kultbildes oder Lingams zuständig.
Im Ritual wird die Gottheit präsent; das Kernstück jeder priesterlichen Aktivität ist die Puja. Eine Predigt wie im Christentum oder im Islam spielt im hinduistischen Tempelritual keine Rolle; hierfür gibt es religiöse Vorträge, die jedoch außerhalb des Haupttempels (oft in Ashrams) stattfinden. Der Zugang zu den Tempeln für Unberührbare (Kastenlose) hat sich im modernen Indien verbessert.

## Architektur
Material

Die 9×9 (81) Raster bzw. Gitterstruktur der Parama Sayika-Anordnung wie er in den großen zeremoniellen Hindu-Tempeln gefunden wird. Die äußerste Schicht, (paisachika padas), zeigen die Aspekte von asuras und sind mit dem Bösen assoziiert; während die inneren Devika padas Aspekte von Devas und das Gute bedeuten. Zwischen dem Guten und dem Bösen ist die konzentrische Schicht von Manusha Padas, die das menschliche Leben bedeutet; alle diese Schichten umgeben Brahma padas, was letztlich die kreative Energie meint. Im Zentrum von Brahma Padas befindet sich das garbhagriha, was das Universalprinzip in allem und jedem anzeigt.

Die 8×8 (64) Raster des Manduka Hindu Tempel in seinem Grundriss, nach Vastupurusa-Mandala. Ein solches 64-teiliges Raster ist die heiligste und häufigste Baustruktur eines Hindu-Tempel. Das helle, safranfarbene Zentrum, in dem sich Diagonalen oben kreuzen, stellt den Purusha der hinduistischen Philosophie dar.

Abgesehen von den frühen buddhistischen Klöstern und einigen wenigen mittelalterlichen Festungsbauten waren die Hindu- und Jain-Tempel die einzigen Steinbauten des indischen Kulturraums. Anders als viele Sakralbauten im mittelalterlichen Europa bestehen hinduistische und jainistische Freibautempel – abgesehen von einigen Ziegelsteinbauten im Norden (z. B. in Bhitargaon und Sirpur oder im steinlosen Schwemmland Bengalens) – ausschließlich aus exakt behauenen Hausteinen unterschiedlicher Größe. Diese wurden nur selten mit Mörtel vermauert, sondern im Regelfall fugenlos an die Nachbarsteine angepasst. Bruchsteine, Feldsteine oder Kieselsteine fehlen hingegen völlig; dies liegt wohl in erster Linie an den – angesichts der zahlreichen älteren Felsentempel – bereits ausgereiften Steinbearbeitungstechniken.
Ausrichtung
Hindutempel sind regelmäßig in Ost-West-Richtung ausgerichtet, wobei die Eingangsseite meist (aber nicht immer) nach Osten weist. 
Charakteristika
Der Tempelturm – als nordindischer shikhara oder als südindischer vimana – stellt als Abbild des mythischen Weltenberges Meru den Mittelpunkt des Universums dar. Unterhalb des Tempelturms, der bei älteren Tempelbauten stets fehlt (z. B. Tigawa, Kunda, Bhumara, Aihole, Talagunda), befindet sich das heiligste Areal des Tempels, die Cella (garbhagriha, wörtlich: „Schoßhaus“), welche das Kultbild oder den Lingam beinhaltet. Der höhlenartige und nur durch die Tür beleuchtete Raum darf nur von den Brahmanen betreten werden; die Gläubigen halten sich stets nur in den Vorräumen (mandapas oder antaralas) auf. Bereits die Bauten des 5. und 6. Jahrhunderts waren gegenüber dem Bodenniveau durch eine Plattform (jagati) erhöht, wodurch Verunreinigungen während der Monsunzeit oder durch freilaufende Tiere weitgehend vermieden werden konnten. Tempeltürme gehörten im 6./7. Jahrhundert bereits zum Standard nordindischer Tempel (z. B. Naresar); im Süden dauerte dies etwas länger (z. B. Kanchipuram oder Mamallapuram).
Im Norden Indiens endeten die mittelalterlichen Shikhara-Türme zumeist in einem scheibenförmigen, gerippten Abschlussstein (amalaka), wohingegen im Süden regelmäßig eine sogenannte „Schirmkuppel“ den oberen Abschluss der horizontal gestuften und insgesamt deutlich weniger steil aufragenden Turmaufbauten bildet. Der nördlichste Tempel vom südindischen Typus ist der Kailasanatha-Tempel in Ellora aus der zweiten Hälfte des 8. Jahrhunderts.
Bauschmuck
Bei frühen und auch bei hochmittelalterlichen Hindutempeln muss man davon ausgehen, dass sowohl die Figuren als auch die übrigen Bau- und Dekorelemente – vergleichbar den griechischen Tempeln oder den mittelalterlichen Kathedralen – farbig gefasst waren. Im Inneren der insgesamt eher schmucklosen Cella gab es ein Kultbild oder Lingam und oft eine Deckenrosette in Form einer geöffneten Lotosblume als Symbol der Reinheit und/oder der Erleuchtung. Mit der zunehmenden horizontalen und vertikalen Gliederung und Differenzierung der Außenseite nahmen auch die Möglichkeiten zur Anbringung von Dekorelementen an Friesen, Gesimsen und Pilastern sowie zur Anbringung von Figuren- und Bildreliefs, aus denen sich später nahezu freiplastische Figuren und Szenen entwickelten, deutlich zu und wurden entsprechend genutzt (z. B. Dashavatara-Tempel in Deogarh, Lingaraja-Tempel und Kandariya-Mahadeva-Tempel in Khajuraho). 
Ordnungsprinzipien
Nach der in altindischen Sanskrittexten begründeten Wissenstradition von Architektur, Vastu Vidya, liegt dem Bauplan von Tempeln als spirituelle Basis ein bestimmtes geometrisches Mandala zugrunde. Diesem zufolge sind die Hindu-Tempel nach bestimmten Ordnungsstrukturen konzipiert, die konzentrischen Gittern vergleichbar sind. In dieser Struktur hat die Symmetrie in jeder der konzentrischen Schichten eine Bedeutung. Vieles hiervon ist jedoch theoretische Spekulation, denn an den Bauwerken selbst lassen sich derartige Merkmale nicht verifizieren.

## Europa und Nordamerika
Der größte Hindutempel Europas befindet sich in London. Der Neasden-Tempel ist im nordindischen Stil erbaut, wohingegen der zweitgrößte, der Sri-Kamadchi-Ampal-Tempel in Hamm, im südindischen Stil errichtet wurde. Der Swaminarayan Akshardham in New Jersey ist seit 2023 der größte Hindu Tempel außerhalb Asiens und der zweitgrößte Hindu Tempel der Welt.